# Linosyris
Linosyris là một chi thực vật có hoa trong họ Cúc (Asteraceae).

## Loài
Chi Linosyris gồm các loài: